# 潮江乡
潮江乡，是中华人民共和国湖南省衡陽市衡阳县下辖的一个乡镇级行政单位。2015年11月18日，潮江乡、集兵镇成建制合并设立集兵镇。

## 行政区划
潮江乡下辖以下地区：
永乐村、松桥村、潮江村、大道村、利合村、广元村、何坳村和永丰村。